# Thomas Audehm
Thomas Audehm (* 2. Mai 1967) ist ein ehemaliger deutscher Fußballspieler.
Der Abwehrspieler Audehm spielte mindestens seit der Saison 1991/92 für den Bochumer Stadtteilklub SG Wattenscheid 09. Dort gehörte er zunächst der in der Verbandsliga Westfalen Staffel Südwest antretenden Reserve an. In der Bundesligasaison 1992/93 absolvierte er dann seine erste Bundesligapartie in der Ersten Mannschaft des Vereins. In der Spielzeit 1993/94 kam ein weiterer Einsatz bei den Profis hinzu. Weiterhin gehörte er dem Kader der Amateurmannschaft bis 1995/96 an und bestritt dort diverse Spiele in der Regionalliga West-Südwest. Während der Saison 1996/97 stand er in Reihen des Lüner SV.